# Ostrzyca (Białoruś)
Ostrzyca (biał. Острыца; ros. Острица, hist. Ostrzyce, Wostrycy) – nieistniejący folwark na Białorusi, w rejonie janowskim obwodu brzeskiego, około 4 km na południowy wschód od Janowa.

## Historia
Według Słownika geograficznego Królestwa Polskiego (tom 7., wydany w 1886 roku) własność dawniej Dmochowskich, obecnie Falkowskich. Natomiast według rodzinnej legendy Falkowskich dobra te otrzymali oni jeszcze od królowej Bony. Według innego z przekazów Mateusz Falkowski (zm. w 1793 roku miecznik krzemieniecki) był pierwszym dziedzicem tego majątku. Według kolejnego przekazu pierwszym właścicielem majątku był jego syn Paweł (1803–1878). Po nim dziedziczył jego młodszy syn Adolf Błażej (1852–1922), a ostatnim właścicielem tych dóbr był Stanisław Falkowski (1886–1939). Dobra ostrzyckie liczyły po komasacji 304 ha lekkich gruntów. W latach 80. XIX wieku mieszkało tu 40 mieszkańców.
Ostrzyca leżała w województwie brzeskolitewskim Rzeczypospolitej. Po III rozbiorze Polski znalazła się na terenie powiatu pińskiego, należącego do guberni słonimskiej (1796), litewskiej (1797–1801), a później grodzieńskiej (1801–1915) Imperium Rosyjskiego. Po ustabilizowaniu się granicy polsko-radzieckiej w 1921 roku folwark wrócił do Polski, znalazł się w gminie Brodnica powiatu pińskiego województwa poleskiego, od 1945 roku – w ZSRR, od 1991 roku – na terenie Republiki Białorusi.
Do połowy XX wieku stał tu niewielki (siedmioosiowy) dwór lub pałac wybudowany około 1820 roku. Był to drewniany, wysoko podpiwniczony, klasycystyczny prostokątny budynek. Obie jego dłuższe elewacje były prawie identyczne: na środku każdej z nich znajdował się ganek, którego trójkątny szczyt był wsparty dwiema parami kolumn. Ganek ogrodowy był nieco większy. Dwór kryty był gładkim czterospadowym dachem gontowym. 
Po wejściu do sieni po prawej był pokój jadalny, po lewej – biblioteka, a na wprost – duży (8 x 6 m) salon z przeszklonymi drzwiami wychodzącymi na ganek ogrodowy.
W czasie I wojny światowej w Ostrzycy rezydował sztab niemiecki, jednak całe wyposażenie domu ocalało, aż do 1939 roku. Na ścianach wisiały obrazy, m.in. dwa porterty Bacciarellego (których autentyczność potwierdzili eksperci w Warszawie przed 1939 rokiem), ponadto trochę innych obrazów, w tym pędzla Kossaków i Fałata. Ze względu na pokrewieństwo rodziny z Józefem Ignacym Kraszewskim przechowywano tu niektóre jego listy i rękopisy.
W jednohektarowym ogrodzie, łączącym się z lasem, była sadzawka i m.in. 300-letni dąb. Na brzegu sadzawki stała drewniana kaplica z figurą św. Jana.
W czasach radzieckich Ostrzyca została zburzona w związku z pracami melioracyjnymi i budową drogi M10 (odległej od siedziby Falkowskich o ponad 3 km).
Majątek w Ostrzycy jest opisany w 2. tomie Dziejów rezydencji na dawnych kresach Rzeczypospolitej Romana Aftanazego.